# 小林健
小林 健（こばやし けん、1971年6月3日 - ）は、日本の俳優。身長188cm、体重78kg。血液型はO型。神奈川県出身。神奈川県立柿生高等学校（現：神奈川県立麻生総合高等学校）卒業。東宝芸能所属。

## 経歴
文学座研究所を経てデビュー。2時間ドラマ系の番組を中心に活躍し、『タクシードライバーの推理日誌』シリーズの東大卒の刑事・国代義明役などで知られる。
俳優の小林稔侍は実父、女優の小林千晴は妹。健という名前は高倉健に由来し、高倉を恩人と慕う父に「恩を一生忘れないことと、ありがとうの思いを込めて」名付けられたという。

## 出演

### 映画
- うなぎ（1997年、松竹） - 斎藤昌樹 役
- ナースのお仕事（2002年、東宝）
- 新・仁義なき戦い/謀殺/（2003年、東映）
- 星めぐりの町（2018年、ファントム・フィルム）

### テレビドラマ
- 連続テレビ小説 / ひらり（1992年 - 1993年、NHK） - 寒風山久男 役
- HOTEL 第3シリーズ　第22話（1994年、TBS）
- 土曜ワイド劇場→日曜ワイド（テレビ朝日）
  - タクシードライバーの推理日誌シリーズ - 国代義明 役
    - 4「幸福の代償 妻と別れたい男の殺人契約!?」（1994年10月1日）
    - 5「行き先のない乗客“人を殺した”とその女は言った…」（1995年5月27日）
    - 6「再会した女 湘南－松本 500キロの殺人!?」（1995年9月30日）
    - 7「真夜中の殺人招待状！夢を捨てた女の危険な誘惑…」（1997年1月11日）
    - 8「愛と死の殺人迷路 東京－新潟 350kmを死体が走った?!」（1998年1月10日）
    - 9「過去から来た女・時効直前消された殺人犯！護送車をスクープした女記者・長距離客には危険な罠が…？」（1998年4月18日）
    - 10「黒いひまわりの女 伝説の湖だけが知るアリバイ崩しの謎とは？神戸－別府－湯布院殺人ルート」（1998年12月12日）
    - 11「亡霊殺人！盗まれた指紋、追尾された走向軌跡…驚異の罠を仕掛ける見えない敵の正体は…!?」（1999年6月5日）
    - 12「殺意のハンドル 美人ドライバーに殺人容疑が…腹に2つ背に1つ、3つの刺し傷の謎とは？」（2000年1月22日）
    - 13「死にたがる乗客 夫が愛人と心中？ルート139黒い樹海にトリックが…」（2000年8月26日）
    - 14「身代金を運ぶ乗客！東京－神戸600キロに仕掛けられた殺人トリックの罠 刑事が愛した女」（2001年4月4日）
    - 15「二つの顔を持つ乗客・移動距離520キロの殺人トリック、愛犬が見た死体！」（2001年10月13日）
    - 16「完全犯罪への抜け道 乗客の女子高生が殺された！女弁護士が勝ち取った無罪に三重の殺意」（2002年7月6日）
    - 17「追跡する女乗客の秘密 東京－房総海底トンネルが結ぶ赤い殺意！」（2003年7月12日）
    - 18「バックミラーの殺意 開いた窓と音の出ないラジオが暴いたアリバイトリック！」（2004年4月3日）
    - 19「京都〜金沢、老舗料亭の母娘に悲しい秘密…死体を連れた幻の乗客!?」（2004年10月30日）
    - 20「山口までと彼女は言った…東京〜関門海峡1,100km殺人・初恋の女の完璧すぎるアリバイ!!」（2005年4月9日）
    - 21「殺人占いの女！東京〜飛騨高山・拉致誘拐、連続殺人…二人の母の殺意が交差する!?」（2005年10月8日）
    - 22「会津若松〜殺人無罪の乗客・チップでもらった野口英世の謎!? 女三人の愛憎が仕組む二つのえん罪!!」（2006年9月16日）
    - 23「東京〜蔵王、死体と待ち合わせた女・死者の電話と赤い傘が作った完全犯罪!?」（2007年10月6日）
    - 24「同時殺人の乗客!!」（2008年9月13日）
    - 25「東京〜宮崎日向灘、殺人画の乗客!! 慰安旅行で巻き込まれる謎の連続殺人!? 再会した女に秘密あり」（2009年4月11日）
    - 26「東京〜京都・琵琶湖、土地鑑のある乗客」（2010年1月23日）
    - 27「殺意の子守唄」（2010年10月9日）
    - 28「能登和倉〜午前3時の同乗者!!」（2010年12月11日）
    - 29「塀の中からの乗客」（2011年7月2日）
    - 30「東京〜京都〜博多、殺人犯を追う乗客」（2012年1月7日）
    - 31「伊豆熱川〜殺人疑惑の乗客!!」（2012年12月8日）
    - 32「殺人ツアーの乗客!!」（2013年4月6日）
    - 33「神戸〜九州大分、逃げた花嫁!!」（2013年10月12日）
    - 34「飛騨高山〜殺人スクープの女!!」（2013年12月7日）
    - 35「分かれ道の乗客 瀬戸内尾道〜“道の駅”連続殺人!!」（2014年10月11日）
    - 36「地図を失くした乗客・北陸金沢〜よく喋る死体の死亡推定時刻トリック!?」（2014年12月13日）
    - 37「東京〜浜松 ドライブレコーダーが録画した二重殺人の謎」（2015年3月7日）
    - 38「伊勢志摩〜貝の中の殺意!!」（2015年8月29日）
    - 39「スキャンダルな乗客!!」（2016年3月29日）

  - 第一級殺人弁護2（2003年6月28日） - 国枝剛 役
  - 鉄道捜査官シリーズ  - 望月春樹 役
    - 「津和野トンネル殺人!山口線「貴婦人号」汽笛のトリック…」（2003年9月27日）
    - 「愛と哀しみの飯田線 諏訪湖〜名古屋 三本の列車の時刻表トリック！」（2004年9月11日）

  - テニススクール殺人事件（2006年4月1日） - 石塚刑事 役
  - 温泉若おかみの殺人推理18「出雲〜玉造温泉、縁結び連続殺人!! 大凶おみくじが事件を呼ぶ!?」（2007年4月14日） - 黒沢 役
  - 春らん漫!花の京都熟年探偵団!（2007年4月21日） - 鈴木刑事 役
  - 炎の警備隊長・五十嵐杜夫シリーズ - 中島秀雄 役
    - 炎の警備隊長・五十嵐杜夫8（2010年1月16日）
    - 炎の警備隊長・五十嵐杜夫9（2011年7月9日）

  - デパート仕掛け人!天王寺珠美の殺人推理7（2014年5月17日、朝日放送） - 海老沢雄二 役
  - 司法教官・穂高美子6（2017年10月1日） - 西野明 役
- 月曜ドラマスペシャル→月曜ミステリー劇場→月曜ゴールデン→月曜名作劇場（TBS）
  - 十津川警部シリーズ
    - 7「豪華特急トワイライト殺人事件」（1995年1月2日） - 長谷部刑事 役
    - 39「飛騨高山に消えた女」（2008年1月7日） - 北原刑事 役

  - 看護婦探偵 戸田鮎子2「死の誕生パーティー」（1995年3月20日） - 刑事 役
  - 早乙女千春の添乗報告書2「青森湯けむりツアー殺人事件」（1996年1月15日） - 白井刑事 役
  - フォトグラファー桜井美由紀1「夜の虹」（1996年11月4日） - 清水刑事 役
  - 税務調査官・窓際太郎の事件簿8（2002年1月14日） - 玉村刑事 役
  - 検事・沢木正夫2「公訴取消し」（2006年6月26日） - 宍倉刑事 役
  - 駅弁刑事・神保徳之助シリーズ - 北村祐介 役（父・小林稔侍と共に出演。稔侍が演じる神保徳之助の元同僚の息子という設定）
    - 駅弁刑事・神保徳之助1（2007年4月30日）
    - 駅弁刑事・神保徳之助2（2008年5月5日）
    - 駅弁刑事・神保徳之助3（2009年5月4日）
    - 駅弁刑事・神保徳之助4（2010年5月3日）
    - 駅弁刑事・神保徳之助5（2011年5月2日）
    - 駅弁刑事・神保徳之助6（2012年4月2日）
    - 駅弁刑事・神保徳之助7（2013年5月13日）
    - 駅弁刑事・神保徳之助8（2014年5月5日）
    - 駅弁刑事・神保徳之助9（2015年5月11日）
    - 駅弁刑事・神保徳之助10（2016年5月2日）
    - 駅弁刑事・神保徳之助11（2017年1月30日）

  - 山岳刑事1「日本百名山殺人事件」（2012年8月20日） - 吉田刑事 役
  - 警視庁機動捜査隊216IV「孤独の叫び」（2014年9月8日） - 望月光男 役
- 大河ドラマ（NHK）
  - 八代将軍吉宗（1995年） - 田沼意次 役
  - 葵 徳川三代（2000年） - 毛利秀元 役
- 女と愛とミステリー→水曜ミステリー9〈第1期・第2期〉（テレビ東京）
  - 北アルプス山岳救助隊・紫門一鬼シリーズ（2001年−2009年） - 石田鉄平 役
  - 西村京太郎トラベルサスペンスシリーズ - 大田刑事 役
    - 「寝台特急「はやぶさ」の女」（2004年1月7日）
    - 「寝台特急（ブルートレイン）八分停車」（2004年8月18日）

  - 検察官キソガワ（2005年4月27日） - 田辺恵助 役
  - 不倫調査員・片山由美12「黒の環状線」（2012年8月29日） - 沢口信夫 役
  - 警察大学校 日丸教授の事件ノート（2014年6月25日） - 香田陽平 役
  - 警視庁強行犯 樋口顕(1)廉恥（2015年） - 柳本行雄 役
- 金曜エンタテイメント（フジテレビ）
  - 壁ぎわ税務官（2001年5月4日） - 保冨誠一郎 役
  - 刑事調査官 玉坂みやこシリーズ - 川野幸一 役
    - 刑事調査官 玉坂みやこ1（2003年7月11日）
    - 刑事調査官 玉坂みやこ2（2004年8月20日）
- 女刑事みずき〜京都洛西署物語〜（2005年、テレビ朝日） - 小森正人 役
- 水戸黄門第39部第20話「踊り子の想いを繋ぐ天の橋立・宮津」（2009年、TBS）
- 松本清張生誕100年特別企画・疑惑 （2009年1月24日、テレビ朝日）
- サギ師リリ子 （2009年1月、テレビ東京） - 三枝刑事 役
- 警視庁捜査一課9係（テレビ朝日）
  - season7 第1話「Uの傷跡」（2012年7月4日） - 伊勢原豪 役
  - season12 第7話「殺人フェイク」（2017年5月24日） - 小川優一 役
- ドラマスペシャル・女優 麗子〜炎のように（2013年3月6日、テレビ東京） - 水野マネージャー 役
- 金曜プレステージ （フジテレビ）
  - 「浅見光彦シリーズ (フジテレビのテレビドラマ)30」（2008年） - 気賀沢刑事 役
  - 「山村美紗サスペンス 黒の滑走路4」（2014年） - 山下純一  役
- 出入禁止の女〜事件記者クロガネ〜 第3話（2015年1月29日、テレビ朝日） - 加瀬達夫 役
- 刑事7人 シーズン2 第2話（2016年7月20日、テレビ朝日） - 帝都テレビのスタッフ・尾野敦 役
- 科捜研の女 第9話（2019年7月11日、テレビ朝日） - 石橋響一 役
- 青野くんに触りたいから死にたい（2022年3月18日 - 5月20日、WOWOWオリジナルドラマ） - 笹塚先生 役
- 警視庁・捜査一課長 season6 第7話（2022年5月26日、テレビ朝日） - 谷水潤 役
- 特捜9 season6 第4話（2023年4月26日、テレビ朝日） - 藤山慶二 役

### その他テレビ
- いい旅・夢気分（2009年2月18日[2]・2011年9月28日[3]、テレビ東京）

### ビデオムービー
- 実録・殺しの盃
- 実録・死守りの盃